# صباح حاتم
صباح حاتم (من مواليد 1 يوليو 1950) هو لاعب كرة قدم عراقي سابق، كان يلعب في خط الهجوم، لعب مع منتخب العراق لكرة القدم في نهائيات كأس آسيا عام 1972، لعب للمنتخب الوطني بين عامي 1971 و1975. وهو من ضمن التشكيلة التي لعبت تصفيات كأس العالم في عام 1974، وحتى أنه سجل هدفاً في مرمى نيوزيلندا.

## الإحصائيات

### الأهداف الدولية
| رقم | تاريخ          | مكان                      | الخصم          | نتيجة | الحصيلة | منافسة                     |
| --- | -------------- | ------------------------- | -------------- | ----- | ------- | -------------------------- |
| 1.  | 12 نوفمبر 1971 | ملعب الشعب، بغداد         | كوريا الشمالية | 1 –0  | 1–0     | تصفيات أولمبياد 1972       |
| 2.  | 13 مارس 1973   | ملعب سيدني الرياضي، سيدني | نيوزيلندا      | 2 –0  | 2-0     | تصفيات كأس العالم 1974     |
| 3.  | 24 مارس 1973   | ملعب سيدني الرياضي، سيدني | نيوزيلندا      | 1 –0  | 4-0     | تصفيات كأس العالم 1974     |
| 4.  | 24 مارس 1973   | ملعب سيدني الرياضي، سيدني | نيوزيلندا      | 2 –0  | 4-0     | تصفيات كأس العالم 1974     |
| 5.  | 24 مارس 1973   | ملعب سيدني الرياضي، سيدني | نيوزيلندا      | 4 –0  | 4-0     | تصفيات كأس العالم 1974     |
| 6.  | 6 سبتمبر 1974  | ملعب شهيد شيرودي، طهران   | الصين          | 1 –0  | 1–0     | دورة الألعاب الآسيوية 1974 |